# دوغ لا فوليت
دوغ لا فوليت هو سياسي أمريكي، ولد في 6 يونيو 1940 في دي موين في الولايات المتحدة. نشط حزبياً في الحزب الديمقراطي. وقد انتخب عضو مجلس ولاية ويسكونسن ‏.

## وصلات خارجية
- الموقع الرسمي